# Водоснабжение Вены

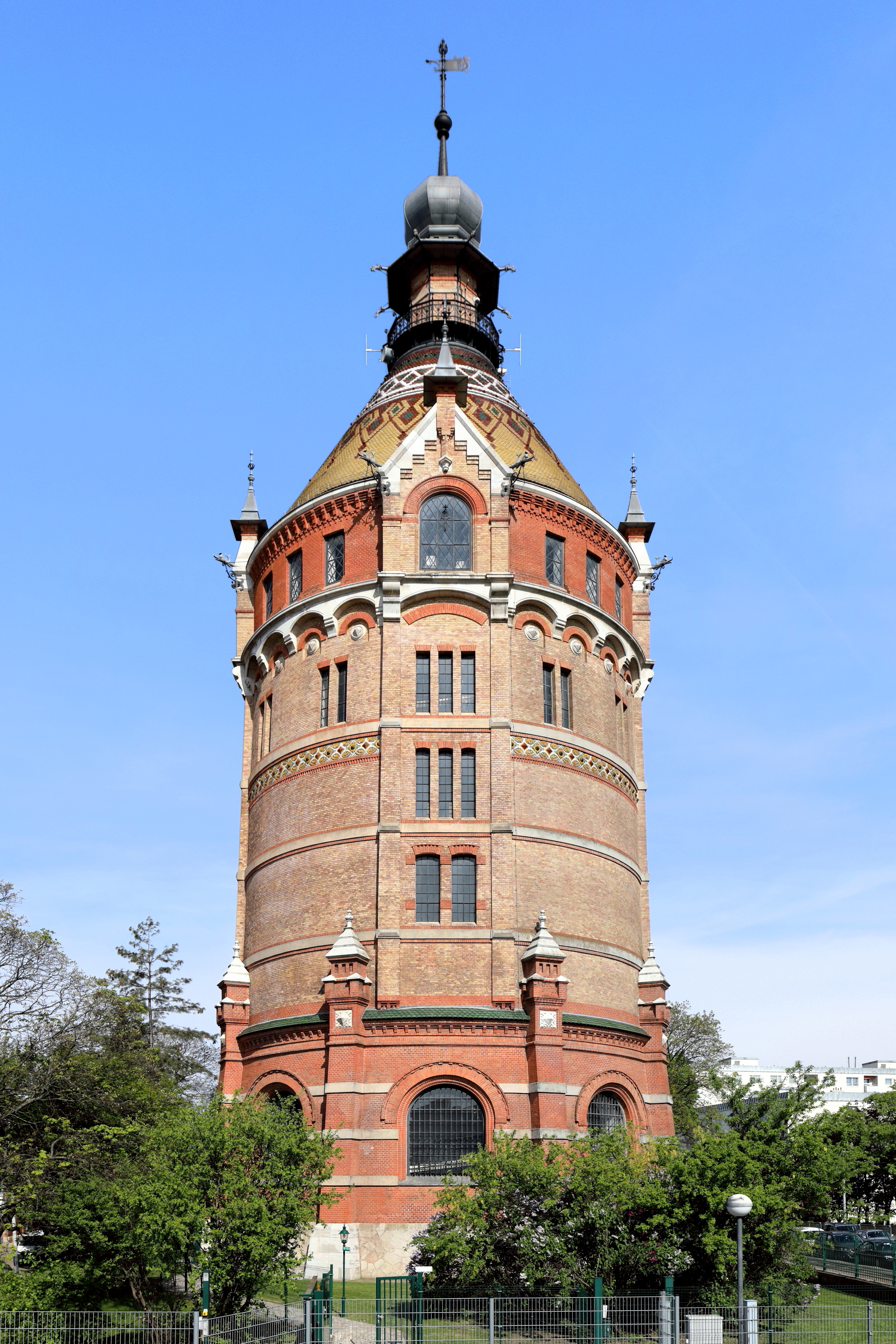
Старая водонапорная башня в Фаворитене

Водоснабжение Вены осуществляется двумя линиями доставки высокогорной воды из районов Ракса, Шнеберга и Хохшваба, а также рядом местных источников подземных вод. В целом, Вена может получать до 589 000 м³ воды в сутки.
По данным на 2010 год, средний расход питьевой воды составлял примерно 368 000 м³ в сутки, или около 220 литров на жителя. Максимальный суточный расход составил 506 980 м³, минимальный — 298 850 м³. Полная длина водопровода в городе около 3023 км; он обслуживает примерно 100 000 домохозяйств. Водоснабжение города находится в ведении отдела 31 Магистрата Вены.

## Источники воды

Юг: первая линия; запад: вторая линия; восток: короткая третья линия от Мосбрунна; восток в пределах города: подземные воды Лобау